# Harrisia eriophora
Harrisia eriophora là một loài thực vật có hoa trong họ Cactaceae. Loài này được (hort. ex Pfeiff.) Britton mô tả khoa học đầu tiên năm 1908.

## Hình ảnh

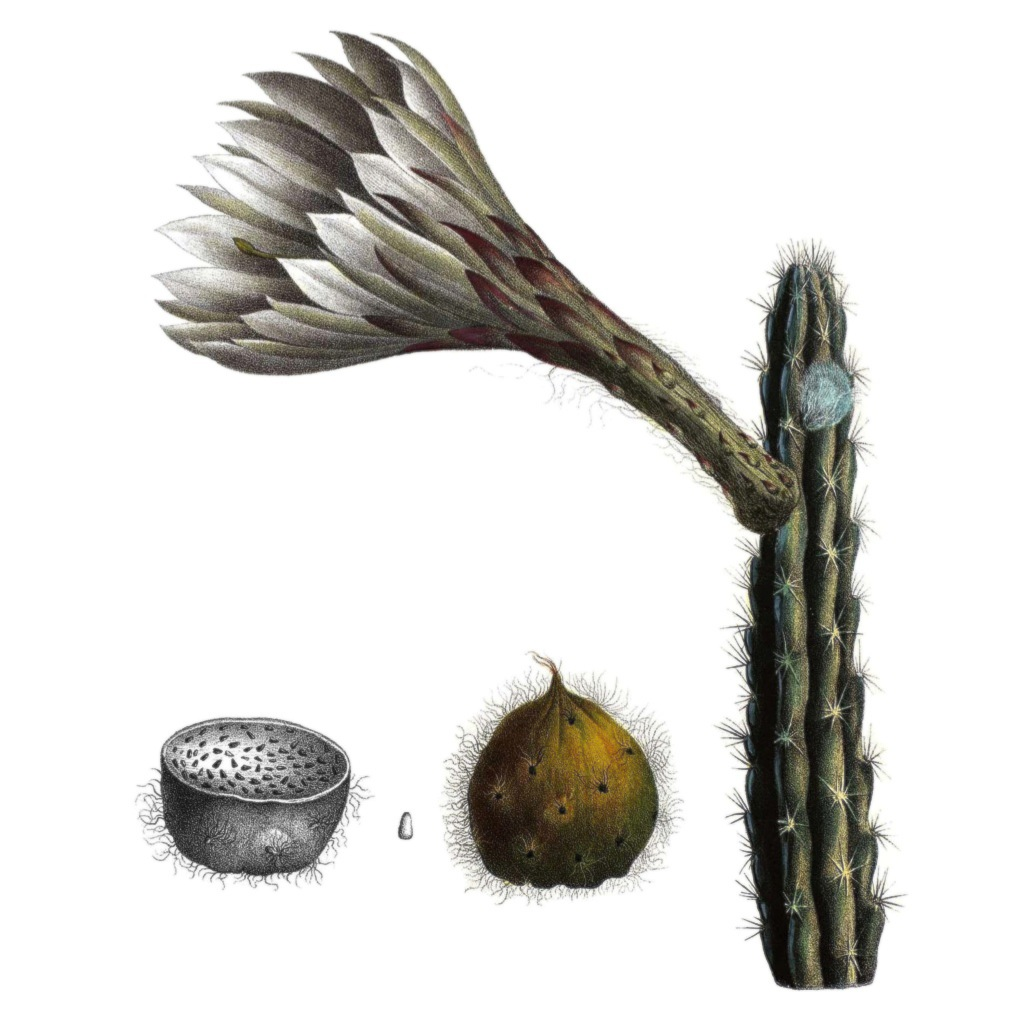